# Coleophora currucipennella
Coleophora currucipennella é uma espécie de mariposa do gênero Coleophora pertencente à família Coleophoridae.